# Albatrellus
Albatrellus (naziemek lub bielaczek) – rodzaj grzybów z rodziny naziemkowatych (Albatrellaceae).

## Charakterystyka
Grzyby saprotroficzne naziemne. Kapelusz mięsisty, matowy, nieregularnie powyginany, od spodu z cienką warstwą rurek. Rurki bardzo krótkie, z drobnymi porami, trudne do oderwania od miąższu, zbiegające na trzon. Wysyp zarodników biały, przeważnie nieamyloidalny. Zarodniki okrągławe do eliptycznych, gładkie, bez pory rostkowej.

## Systematyka i nazewnictwo
Pozycja w klasyfikacji według Index FungorumAlbatrellaceae, Russulales, Incertae sedis, Agaricomycetes, Agaricomycotina, Basidiomycota, Fungi.
Synonimy naukoweCaloporus Quél., Ovinus (Lloyd) Torrend, Polyporus sect. Ovinus Lloyd.
Nazwy polskiePodał je Stanisław Domański ze współautorami w 1967 r. Władysław Wojewoda w swoim opracowaniu Krytyczna lista wielkoowocnikowych grzybów podstawkowych Polski rekomenduje nazwę naziemek. W polskim piśmiennictwie mykologicznym należące do tego rodzaju gatunki opisywane były także jako też jako huba, bułczak, sarna, siarna, żagiew.
Gatunki występujące w Polsce
- Albatrellus ovinus (Schaeff.) Kotl. & Pouzar – naziemek białawy
- Albatrellus subrubescens (Murrill) Pouzar 1972 – naziemek żółtopomarańczowy

Nazwy naukowe na podstawie Index Fungorum. Wykaz gatunków i nazwy polskie według W. Wojewody i innych.